# Rajella kukujevi
Raie pâlotte
Espèce
Statut de conservation UICN

 LC  : Préoccupation mineure
Rajella kukujevi, la Raie pâlotte, est une espèce de la famille des Rajidae.

## Répartition
Cette raie se rencontre aux  Îles Féroé, en Irlande, en Islande et au Royaume-Uni. Elle est présente entre 750 et 2 191 m de profondeur.

## Description
Rajella kukujevi peut mesurer jusqu'à 84 cm de longueur totale. C'est une espèce ovipare dont les œufs présentent des extensions en forme de corne sur leur coquille.

## Classification
Le nom valide complet (avec auteur) de ce taxon est Rajella kukujevi (Dolganov (d), 1985).
L'espèce a été initialement classée dans le genre Raja sous le protonyme Raja kukujevi Dolganov, 1985.
Ce taxon porte en français le nom vernaculaire ou normalisé suivant : Raie pâlotte.
Rajella kukujevi a pour synonyme :
- Raja kukujevi Dolganov, 1985

### Étymologie
Son épithète spécifique, kukujevi, lui a été donnée en l'honneur de l'ichtyologiste russe Efim Izrailevich Kukuev (d) (Ефим Израилевич Кукуев - 1947-2022).

### Publication originale
- (ru + en) V. N. Dolganov, « Raja (Rajella) kukujevi sp. n. (Elasmobranchii, Rajidae) from the North-Atlantic Ridge », Zoologicheskii Zhurnal, Russie, vol. 64, no 2,‎ février 1985, p. 304-307 (ISSN 0044-5134).